# Declive del politeísmo grecorromano

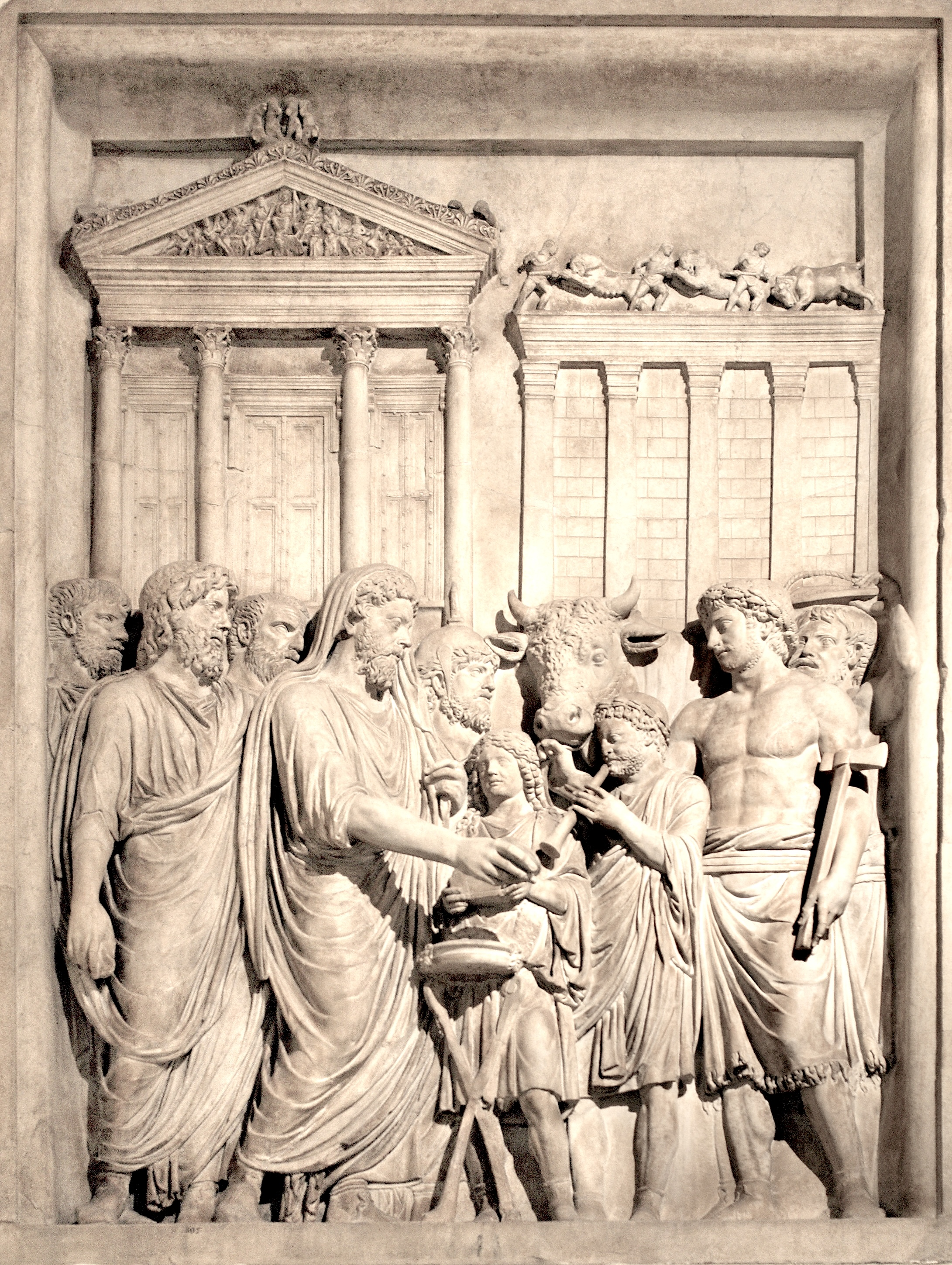
Marco Aurelio, con la cabeza cubierta, sacrificando en el Templo de Júpiter

La religión en el Mundo grecorromano en la época del cambio constantiniano, comprendía principalmente tres corrientes principales:
- la religión romana tradicional;
- el culto imperial;
- diversas religiones de misterio, como los misterios dionisíacos, eleusinos, mitraicos, etc.

El cristianismo primitivo creció gradualmente del siglo I hasta el siglo IV. En el 313 fue publicado el Edicto de Milán con el que se establecía la libertad religiosa y en el 380 se convirtió en la religión estatal con el Edicto de Tesalónica.

## Antes del Edicto de Milán
Los romanos tendían a sincretismo, viendo los mismos dioses bajo diferentes nombres en diferentes lugares del Imperio. Bajo la autoridad romana, los mitos nacionales más similares a Roma fueron adoptados por analogía en la totalidad de la mitología romana, consolidando aún más el control imperial. En consecuencia, los romanos fueron generalmente tolerantes y complacientes con las nuevas deidades y las experiencias religiosas de otros pueblos que formaban parte de su imperio.

### El ascenso de la filosofía esotérica
A principios del siglo II hubo un renacimiento del pensamiento religioso intelectual, los escritos atribuidos a Hermes Trismegisto y que trataban de la filosofía esotérica, la magia paranormal y la alquimia, comenzaron a difundirse desde Egipto por todo el imperio; aunque es difícil fecharlos con precisión, es probable que estos textos hayan sido redactados entre los siglos I y III. Dichos escritos se realizaron generalmente con el objetivo teológico de mejorar la espiritualidad, cada texto tuvo un origen anónimo, ecléctico y espontáneo, en lugar de formar parte de un movimiento organizado.
Una forma más organizada de panenteísmo henoteísta surgió paralelamente al hermetismo. En el siglo I a. C., el amigo de Cicerón, Publio Nigidio Fígulo, intentó reavivar las doctrinas del pitagorismo, esfuerzo que tuvo especial éxito bajo Apolonio de Tiana en el siglo I; en un siglo se atribuyeron a Apolonio poderes sobrenaturales y los relatos de su vida se asemejaron a los de Jesús. Al menos un lugar de encuentro importante para los seguidores de este neopitagorismo fue construido en la misma Roma, cerca de Porta Maggiore, con un diseño similar al de las iglesias cristianas posteriores, aunque subterráneo.
En el siglo II, Numenio de Apamea trató de fusionar elementos adicionales del platonismo en el neopitagorismo, una dirección que Plotino continuó, formando el neoplatonismo, una filosofía religiosa en torno al teísmo monista. El neoplatonismo comenzó a ser adoptado por prominentes eruditos como el teólogo cristiano Orígenes y el pagano Porfirio. Durante el gobierno de Galieno, la familia imperial dio su apoyo a Plotino y alentó sus actividades filosóficas. El neoplatonismo fue desarrollado por Jámblico, que creía que las invocaciones físicas de la teúrgia serían capaces de producir resultados soteriológicos, y por lo tanto añadió el ritual religioso a la filosofía. El emperador Flavio Claudio Juliano trató de unificar la religión romana tradicional mezclándola con la forma de neoplatonismo de Jámblico; el influyente pensador cristiano Agustín de Hipona vivió durante este período, y sus escritos posteriores muestran una fuerte influencia neoplatónica.

### La adoración del sol naciente
En algún momento alrededor del primer siglo, los miembros del ejército romano comenzaron a adoptar el mitraísmo, este culto relacionado con el dios del sol surgió de oscuros orígenes no romanos, y la primera referencia que se conserva data de la mención de Plutarco de una observación realizada en el 67 a. C. de ciertos piratas que lo practicaban. A medida que las legiones romanas se desplazaban, el mitraísmo se extendió por todo el Imperio; al principio eran principalmente los soldados los que seguían sus preceptos, pero también fue adoptado por los libertos, los esclavos y los comerciantes en los lugares donde descansaban las legiones, especialmente en las zonas fronterizas.
El mitraísmo no era exclusivo, era posible y común seguir el mitraísmo y otros cultos simultáneamente. Con el tiempo se hizo popular dentro de la propia Roma, ganando gradualmente miembros entre las clases aristocráticas, y contando finalmente con algunos senadores y emperadores como adherentes; según la Historia Augusta, incluso el emperador Cómodo era miembro. Aunque, por razones que se desconocen actualmente, el Mitraísmo excluía completamente a las mujeres, en el siglo III había ganado muchos seguidores; hay más de 100 restos sobrevivientes de templos de Mitra, 8 en la misma Roma, y 18 en Ostia Antica (el puerto principal de Roma), teniendo además 300 monumentos asociados.
Desde el reinado de Septimio Severo, otras formas de adoración al sol, menos específicas de género, también aumentaron su popularidad en todo el Imperio.
Heliogábalo usó su autoridad para instalar a El-Gabal (el nombre sirio de Sol) como la deidad principal del panteón romano, el Sol Invictus (Sol Invicto), superior incluso a Júpiter, y asignando a Astarte, Minerva, Urania, o alguna combinación de las tres, como esposa de El-Gabal. Cabalgó con rudeza sobre otros elementos de la religión tradicional, casándose con una virgen vestal y trasladó las reliquias más sagradas de la religión romana (incluyendo el fuego de Vesta, los Escudos de los Salii y el Paladio) a un nuevo templo dedicado exclusivamente a El-Gabal. Por mucho que los senadores religiosamente conservadores lo hayan desaprobado, las fastuosas fiestas públicas anuales celebradas en honor de El-Gabal encontraron el favor de las masas populares, en parte debido a la amplia distribución de alimentos.
Casi medio siglo después de que Helagábalo, Aureliano llegó al poder. Fue un reformador, fortaleciendo la posición del dios Sol como la principal divinidad del panteón romano; incluso construyó un nuevo templo, en Roma, dedicado a la deidad. También se cree que puede haber sido responsable de establecer el festival del "día del nacimiento del sol invicto" ("Dies Natalis Solis Invicti"), que se celebró el 25 de diciembre, el día en que el sol parece empezar a salir —cuatro días después de haber alcanzado su punto más bajo—, aunque la referencia más temprana que se conserva sobre el festival está en la Cronografía de 354. Siguió el principio de "un dios, un imperio"; su intención era dar a todos los pueblos del Imperio, civiles o soldados, orientales u occidentales, un único dios en el que pudieran creer sin traicionar a sus propios dioses. Lactancio argumentó que Aureliano habría proscrito a todos los demás dioses si hubiera tenido tiempo suficiente, pero Aureliano sólo consiguió mantener el puesto de Emperador durante cinco años.

### Judaísmo y cristianismo
La tolerancia imperial solo se extendía a las religiones que no se resistían a la autoridad romana y respetaban a los dioses romanos. Las religiones que eran hostiles al estado o que reclamaran derechos exclusivos a las creencias y prácticas religiosas no fueron incluidas y algunos cultos orientales fueron perseguidos. A los judíos se les concedieron privilegios especiales por el predominio sobre el sector económico que tenían y por el bajo número de seguidores que representaban y lo dispersados que estaban, pero esta tolerancia estaba equilibrada de forma desigual en un fino barniz de sumisión judía. La tolerancia hacia el judaísmo se convirtió en persecución cuando se percibía que la colaboración judía empezaba a disminuir. Las sectas intolerantes también podían perseguirse entre sí; las sectas judías como los primeros cristianos fueron denunciadas por el establishment judío como peligrosos provocadores, según algunas interpretaciones del Concilio de Jamnia y del Birkat haMinim. Los resultados incluyeron masacres de comunidades cristianas y grupos nacionalistas judaicos.
La comunidad cristiana primitiva fue percibida a veces como una influencia intrínsecamente desestabilizadora y una amenaza a la paz de Roma, una religio illicita. Los paganos que atribuyeron las desgracias de Roma y su amplio Imperio al surgimiento del cristianismo, y que solo podían ver una restauración por un retorno a las viejas costumbres, se enfrentaron a la Iglesia Cristiana que se había apartado de esa fe y no estaba dispuesta a diluir lo que consideraba la religión del «Único Dios Verdadero».
Los mismos dioses que los romanos creían que habían protegido y bendecido su ciudad y su amplio imperio durante los muchos siglos en que habían sido venerados, ahora estaban demonizados por la Iglesia Cristiana primitiva.

## Tolerancia y Constantino
Después de los conflictos iniciales entre el estado y la nueva religión emergente, Galieno (gobernado del 253 al 260) fue el primer emperador que emitió un edicto de tolerancia para todos los credos religiosos, incluido el cristianismo. Según los escritos de los cristianos polemicistas después de su muerte, Constantino I fue bautizado en su lecho de muerte, lo que lo convertiría en el primer emperador en convertirse en un cristiano bautizado. Eusebio de Cesarea, un historiador cristiano contemporáneo, también lo alaba por haber hecho derribar algunos templos paganos. Sin embargo, independientemente de lo que los edictos imperiales decían, los efectos de la política bajo los emperadores cristianos hasta Valentiniano I y Valente fueron suficientes para causar una tendencia generalizada a la conversión cristiana, pero no lo suficiente para hacer desaparecer el paganismo. La persecución real fue esporádica y generalmente el resultado de la iniciativa local, por ejemplo las destrucciones de lugares santos en la Galia a finales del siglo IV acometidas por Martín de Tours. Las órdenes oficiales pueden haber establecido un entendimiento de que la persecución real sería tolerada, pero en el primer siglo del cristianismo oficial no la organizó generalmente.
Por el Edicto de Milán (313 DC), Constantino continuó la política de tolerancia, que Galerio había establecido. Su legislación contra la magia y la adivinación privada fue impulsada por el temor de que otros pudieran ganar poder a través de esos medios. Sin embargo, esto no significaba que él u otros gobernantes romanos desaprobaran la adivinación.  En cambio, su creencia en la adivinación romana se confirma por la legislación que pide la consulta de augures después de que un anfiteatro haya sido alcanzado por un rayo en el año 320. Constantino explícitamente permitió la adivinación pública como una práctica de la ceremonia del Estado, así como las prácticas paganas públicas para continuar. Constantino también emitió leyes que confirman los derechos de los flamens, sacerdotes y duoviris. Además, comenzó la práctica de usar el poder secular para establecer la ortodoxia doctrinal dentro del cristianismo, un ejemplo seguido por todos los emperadores cristianos posteriores, lo que llevó a un círculo de violencia cristiana, y de resistencia cristiana redactada en términos de martirio.

## ¿Hubo persecución del paganismo durante el reinado de Constancio II?

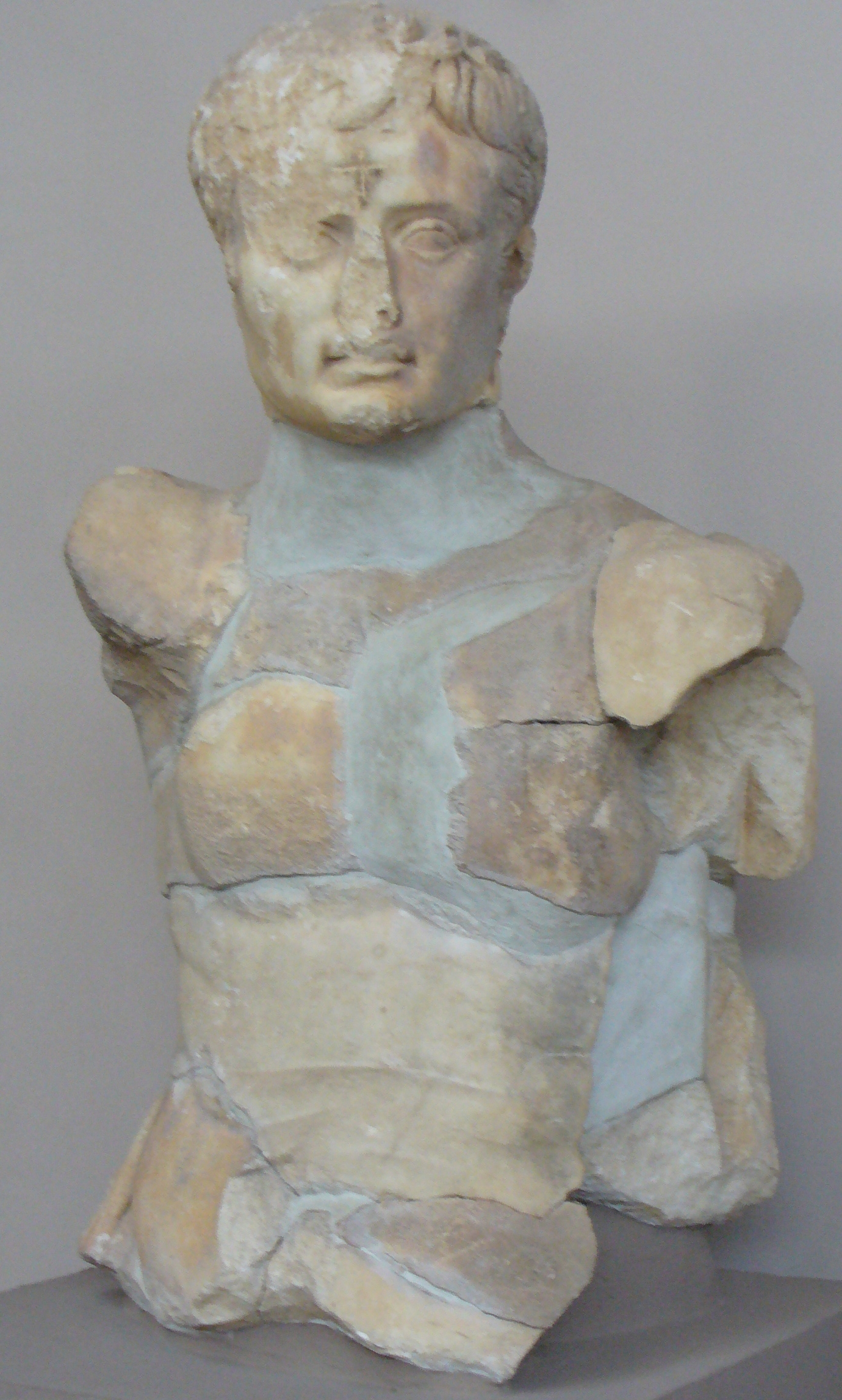
Una estatua de culto del divino Augusto, desfigurada por una cruz cristiana tallada en la frente del emperador (fecha desconocida)

El autor estadounidense Jonathan Kirsch ha sostenido en su obra God Against the Gods: The History of the War Between Monotheism and Polytheism (Viking Adult, 2004) que duran el reinado Constancio II (337-361), un emperador cristiano, se produjo una «persecución del paganismo» mediante la promulgación de leyes y edictos que castigaban las prácticas del culto tradicional romano. Otros autores se han referido al cierre de templos y a la retirada de la sede del Senado del tradicional Altar de la Victoria. También se suelen citar autores contemporáneos que refieren episodios de cristianos comunes que destruyeron, saquearon, profanaron y vandalizaron antiguos templos, tumbas y monumentos paganos. Así por ejemplo, Eusebio de Cesarea en su Vida Constantini (IV, 39, 2) refiere lo siguiente:

Los objetos antes tenidos por sacros, estatuas en materiales de toda especie, los hacían desaparecer, como si fueran pura nada; y demolían sin que nadie se lo ordenara, sus templos y santuarios de tan gran alzada; en su lugar, elevaban iglesias de nueva planta, repudiando su anterior desvarío.

Los severos edictos imperiales tuvieron que enfrentarse a la gran cantidad de seguidores del paganismo entre la población, y a la resistencia pasiva de gobernadores y magistrados. La legislación antipagana, comenzando con Constancio, tendría con el tiempo una influencia desfavorable en la Edad Media y, en cierto modo, se convertiría en la base de la Inquisición.

## Restauración y tolerancia desde Juliano hasta Valente (361-375)
Bajo el único gobierno de Juliano, de 361 a 363, el paganismo vio un intento de restauración; mientras que de 363 a 375, bajo los reinados de Joviano, Valente y Valentín I, recibió una relativa tolerancia.

### Juliano
Juliano era sobrino de Constantino y recibió una formación cristiana, pero el asesinato de su padre, hermano y dos tíos, después de la muerte de Constantino, lo atribuyó a Constancio y por asociación a los cristianos en general. Esta antipatía se profundizó cuando Constancio ejecutó al único hermano que le quedaba a Juliano en el año 354 d. C. Después de la infancia Juliano fue educado por helenistas y se sintió atraído por las enseñanzas de  neoplatonistas y las antiguas religiones.
Las creencias religiosas de Juliano eran sincréticas y era un iniciado de al menos tres religiones de misterio grecorromanas. Pero la apertura religiosa de Juliano no se extendió al cristianismo debido a su creencia de que tenía una perspectiva exclusiva de la verdad religiosa. Viéndose a sí mismo como la única religión verdadera, el cristianismo se oponía y era fundamentalmente incompatible con el sincretismo más inclusivo del paganismo.
Como emperador, Juliano buscó cambiar la marea en el intento de supresión de las religiones no cristianas. Como primera tarea buscó restablecer la antigua práctica pagana romana de incorporación de otras religiones.  Pero ahora, en lugar de permitir diferentes cultos usando diferentes nombres para las mismas o similares deidades, el entrenamiento de Juliano en el Cristianismo y el gobierno Imperial lo influenció para desarrollar una sola religión pagana.  Así, sus ideas sobre el renacimiento y la organización de la antigua religión, dándole forma a un cuerpo coherente de doctrina, ritual y liturgia con una jerarquía bajo la supervisión del emperador fue el sello de su reinado. Julián organizó elaborados rituales e intentó establecer una filosofía clarificada de neoplatonismo que pudiera unir a todos los Paganos.
Juliano permitió la libertad religiosa y evitó cualquier forma de compulsión real. El cristiano Sozomen reconoce que Juliano no obligó a los cristianos a ofrecer sacrificios ni permitió que el pueblo cometiera ningún acto de injusticia hacia los cristianos o los insultara. Sin embargo, a ningún cristiano se le permitió enseñar o estudiar a los antiguos autores clásicos, "Que se atengan a Mateo y Lucas", acabando así con cualquier posibilidad de tener una carrera profesional.
Retiró los privilegios del clero cristiano, otorgados por Constantino, y les ordenó hacer una restitución. Aquellos que habían demolido los templos durante el reinado de Constantino y Constancio, fueron obligados a reconstruirlos, o a sufragar los gastos de su reedificación.  Sólo a los paganos se les permitía enseñar leyes, retórica, filosofía, o practicar cualquier forma de liturgia religiosa sancionada por el estado.  Juliano requería que aquellos que habían abandonado las deidades se purificaran antes de que se les permitiera el privilegio de participar en su culto una vez más. Se dedicó a la adivinación y permitió a sus súbditos practicar libremente este arte. En general, los privilegios e inmunidades dados a los cristianos fueron reemplazados por los dados a los filósofos y sacerdotes paganos que se suscribieron a su religión pagana neo-platónica.

### Joviano, Valentiniano y Valente
Después de la muerte de Juliano, Joviano parece haber instituido una política de tolerancia religiosa que evitó los extremos relativos de Constancio y Juliano. Bajo Valentiniano I y Valente este período de tolerancia religiosa continuó. Los escritores paganos elogian a estos dos emperadores por sus políticas religiosas liberales.
Valentín y Valente concedieron completa tolerancia a todos los cultos al comienzo de su reinado en 364. Valentín, que gobernó en el oeste, incluso permitió la realización de sacrificios nocturnos, que habían sido prohibidos anteriormente debido al intento de algunas personas de practicar adivinación ilegal al amparo de la noche, después de que el procónsul de Grecia apelara a él. Valentiniano también confirmó los derechos y privilegios de los sacerdotes paganos y confirmó el derecho de los paganos a ser los cuidadores exclusivos de sus templos. Valentín, que gobernaba en el este, era un arriano y estaba demasiado comprometido con la lucha contra los cristianos ortodoxos como para molestar mucho a los paganos. Tanto en el oeste como en el este se aprobaron una vez más severas leyes que prohibían la adivinación privada. Debido al exceso de celo de la población por detener la adivinación dañina, los auspiciadores y augures comenzaron a tener miedo de mostrarse en público. Esto llevó a los emperadores a autorizar formalmente la práctica de la adivinación oficial y legal por ley en 371. A pesar de la política oficial, las leyes antipaganas siguieron vigentes, y también se toleró la destrucción no oficial de los lugares sagrados paganos.

## Renovación de la persecución bajo Graciano
A la muerte de su padre, Valentiniano I en el año 375,  Graciano comenzó su actual reinado a la edad de dieciséis años. Seis días después de la muerte de Valentiniano I, el medio hermano de Graciano, Valentiniano II, que sólo tenía cuatro años, fue también declarado emperador. Después de la muerte de Valente, en la batalla de Adrianópolis en el año 378, Graciano eligió a un hispano llamado Teodosio I para suceder a su tío. Graciano había sido educado por Ausonio, que había alabado a su alumno por su tolerancia. A la muerte de su padre, Graciano quedó bajo la influencia de  Ambrosio, que se convirtió en su consejero principal. Bajo la influencia de Ambrosio, se tomaron medidas activas para reprimir el paganismo.
La influencia de Ambrosio fue una fuerza significativa que puso fin a un período de tolerancia religiosa generalizada, aunque no oficial, que había existido desde la época de Juliano. Graciano asestó varios golpes al paganismo en 382. En este año, Graciano se apropió de los ingresos de los sacerdotes paganos y vírgenes vestales, confiscó las posesiones personales de los colegios sacerdotales y ordenó retirar el Altar de la Victoria. Los colegios de sacerdotes paganos también perdieron todos sus privilegios e inmunidades. Graciano declaró que todos los templos y santuarios paganos debían ser confiscados por el gobierno y que sus ingresos debían unirse a la propiedad del tesoro real.
Los senadores paganos respondieron enviando un llamamiento a Graciano, recordándole que él seguía siendo el Pontifex Maximus y que era su deber velar porque los ritos paganos se realizaran correctamente. Apelaron a Graciano para que restaurara el altar de la Victoria y los derechos y privilegios de las Vírgenes Vestales y los colegios sacerdotales y  este, a instancias de Ambrosio, no concedió una audiencia a los Senadores Paganos. En respuesta a que los paganos le recordaran que todavía era el jefe de la religión ancestral, Graciano renunció al título y al cargo de Pontifex Maximus bajo la influencia de Ambrosio, declarando que no era adecuado para un cristiano ocupar este cargo.

## Bajo Teodosio I

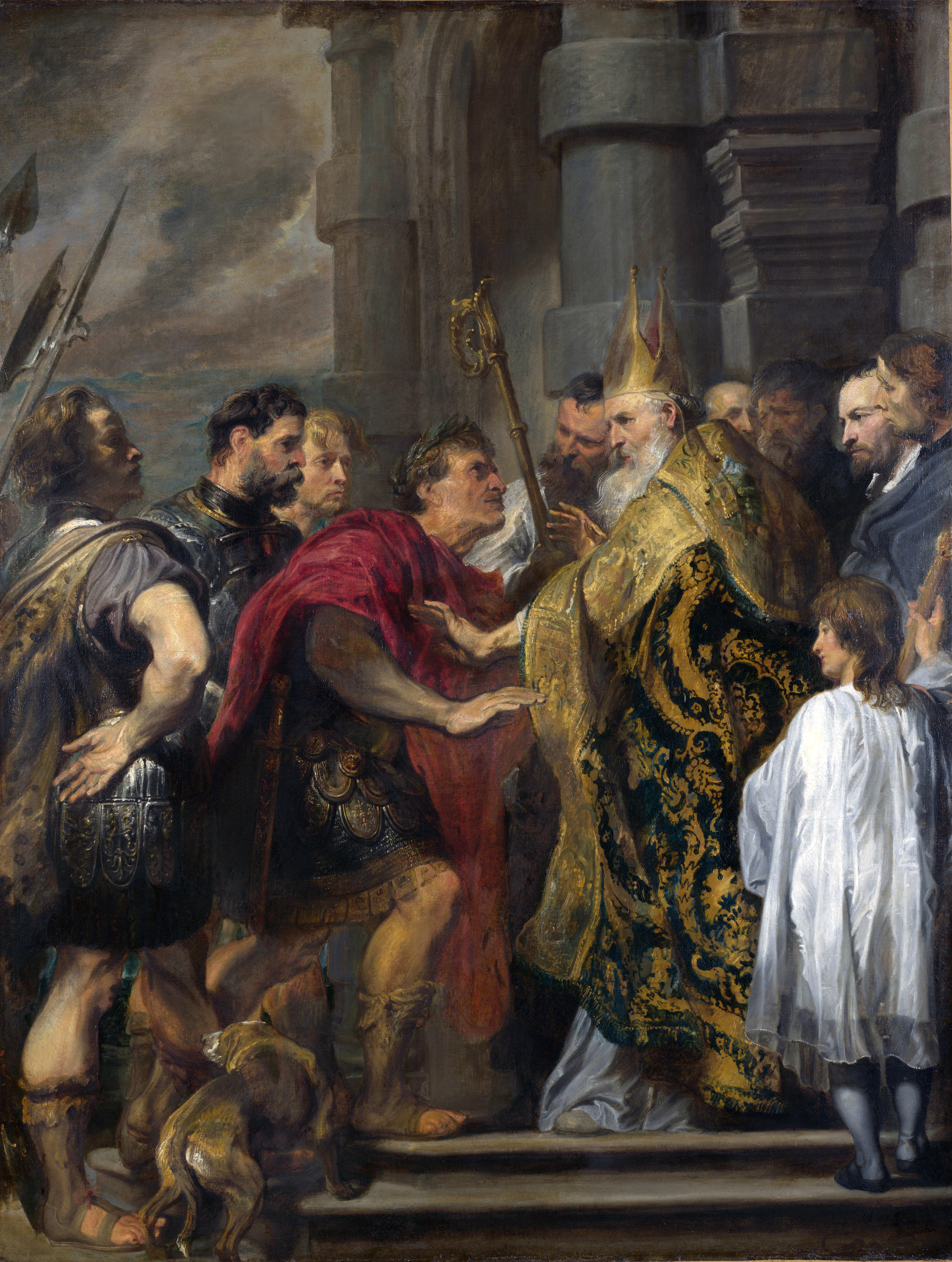
San Ambrosio y el emperador Teodosio, Anton van Dyck.

Teodosio parece haber adoptado una política cautelosa hacia los cultos tradicionales no cristianos, reiterando las prohibiciones de sus predecesores cristianos sobre el sacrificio de animales, la adivinación y la apostasía, mientras permitía que se realizaran públicamente otras prácticas paganas y que los templos permanecieran abiertos. También expresó su apoyo a la preservación de los templos, pero no logró evitar algunos daños causados por zelotes.
Existe evidencia de que Teodosio se cuidó de evitar que la población pagana del imperio, aún sustancial, se sintiera mal dispuesta hacia su gobierno. Quedando constancia del nombramiento por parte de Teodosio de un pagano moderado que asegurase protección a los templos en las provincias orientales, pero que tampoco buscase venganza contra los cristianos.
Durante su primera gira oficial por Italia (389–391), el emperador se ganó al influyente grupo de presión pagano del Senado romano al nombrar a sus principales miembros para importantes puestos administrativos, nombrado de entre ellos a Flavio Eutolmio Tatiano y Quinto Aurelio Símaco como cónsules.

### Código Teodosiano
Según The Cambridge Ancient History, el Código de leyes de Teodosio (Decretos Teodosianos o Código Teodosiano) es un conjunto de leyes, originalmente fechadas desde Constantino hasta Teodosio I, que se reunieron, organizaron por tema y se reeditaron en todo el imperio entre 389 y 391. Los historiadores Jill Harris y Ian S. Wood explique que, en sus formas originales, estas leyes fueron creadas por diferentes emperadores y gobernadores para resolver los problemas de un lugar en particular en un momento en particular. No fueron concebidas como leyes generales.
Uno de los muchos problemas con el uso del Código de Teodosio como registro de la historia es descrito por los arqueólogos Luke Lavan y Michael Mulryan. Explican que se puede ver que el Código documenta la "ambición cristiana" pero no la realidad histórica. El siglo IV abiertamente violento que uno esperaría encontrar al tomar las leyes al pie de la letra no está respaldado por evidencia arqueológica de todo el Mediterráneo.
También hay que señalar la creciente influencia de San Ambrosio, obispo de Milán, en dicho Código. Merece la pena destacar que en 390, Ambrosio había excomulgado a Teodosio, quien recientemente había ordenado la masacre de 7000 habitantes de Tesalónica, en respuesta al asesinato de su gobernador militar establecido en la ciudad, y que Teodosio llevó a cabo varios meses de penitencia pública. La excomunión fue temporal y Ambrosio no lo readmitiría hasta que Teodosio no mostró público arrepentimiento, con lo cual el obispo demostró su autoridad frente al emperador.

## Revitalización del politeísmo
A la muerte de Teodosio I en el año 395, se produjo una crisis política de la que los bárbaros se aprovecharon rápidamente para invadir el imperio a una escala sin precedentes. Como la mayoría de las tribus germánicas que se infiltraron, asentaron o invadieron el Imperio eran cristianos arrianos, muchos cristianos ortodoxos nominales se volvieron menos seguros de su religión.  Algunos, en un sentido de superstición o del antiguo patriotismo pagano romano, sintieron que las invasiones eran el resultado del abandono de las viejas costumbres.  Otros creían que el éxito de los teutones se debía a que la Iglesia Ortodoxa estaba corrupta. Los paganos, a su vez, se volvieron más agresivos y comenzaron a culpar a los cristianos por los desastres que afectaban al imperio.

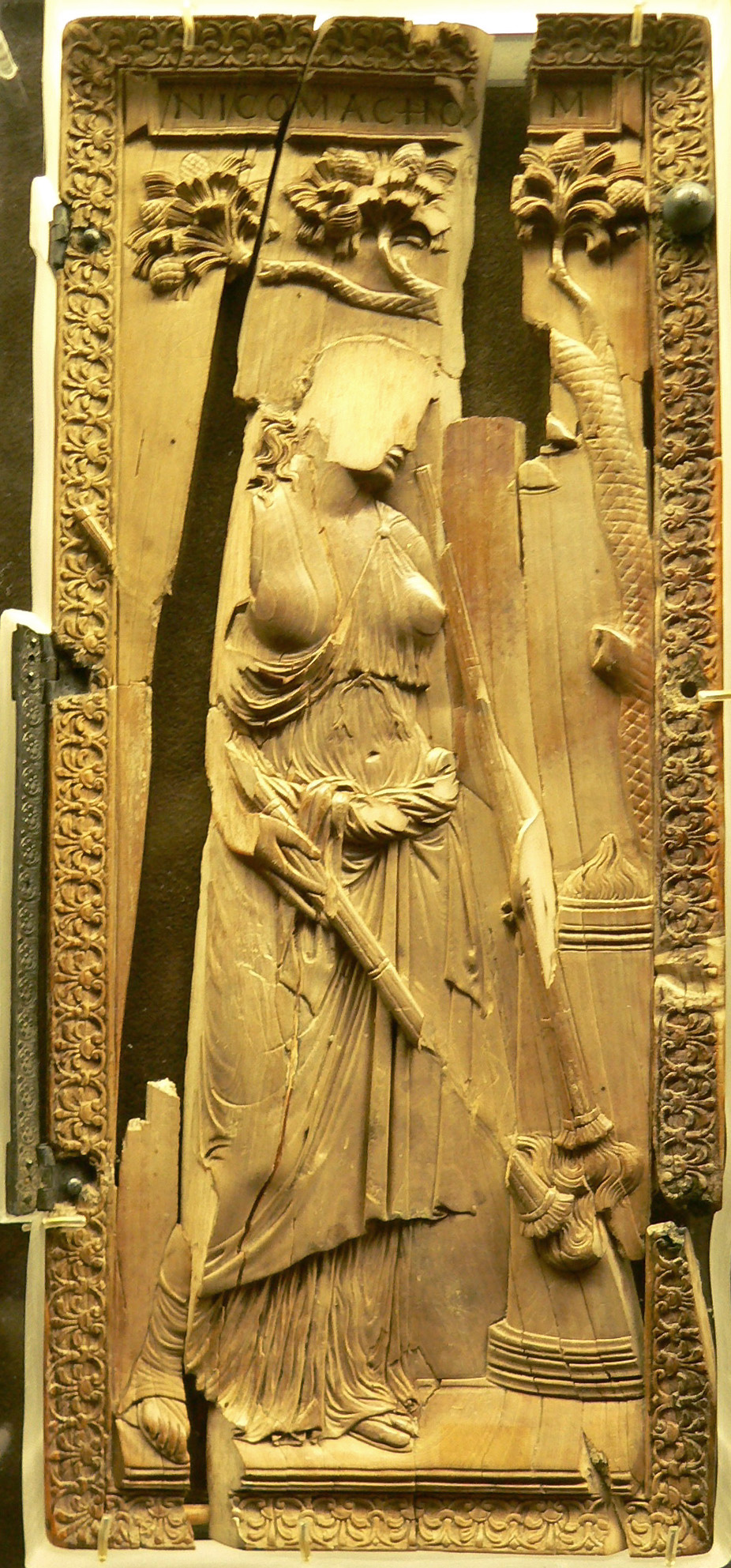
Díptico de marfil de una sacerdotisa de Ceres, en estilo clásico, ca. 400: el "ídolo" fue desfigurado y arrojado a un pozo en Montier-en-Der (más tarde una abadía) donde fue encontrado. Musée de Cluny.

A pesar de las súplicas de tolerancia de muchos paganos, Honorio y Arcadio continuaron el trabajo de su padre promulgando aún más leyes antipaganas en un intento de detener este renacimiento del paganismo. El hecho de que tuvieran que seguir repitiendo sus amenazas mediante la promulgación de numerosas leyes contra la práctica del paganismo indica que sus esfuerzos no tuvieron éxito en erradicar los ritos paganos tradicionales, que seguían siendo practicados discretamente.
Durante la primera parte del reinado de Honorio, Estilicón pudo ejercer un poder ilimitado sobre el oeste. Estilicón ejerció moderación en sus políticas religiosas y promulgó leyes favorables a los paganos. Por consiguiente, durante el tiempo en que Estilicón mantuvo el poder, los paganos disfrutaron de un breve respiro de la persecución.  En el año 395, Arcadio declaró que los días solemnes de los paganos ya no se incluirían en el número de días festivos. En el mismo año, otra ley fue aprobada por Arcadio que prohibía a cualquiera ir a un santuario o templo pagano o celebrar cualquier tipo de sacrificio pagano. Esta ley parece haber sido dirigida a aquellos cristianos que se estaban convirtiendo de nuevo al paganismo, ya que menciona específicamente "aquellos que están tratando de alejarse del dogma de la fe católica". En el año 396, los privilegios de los sacerdotes paganos y otros clérigos fueron oficialmente revocados. En el mismo año, Arcadio ordenó que los templos paganos que se encontraban en el campo fueran destruidos sin desorden ni disturbios.  Esta ley parece indicar que el número de paganos en el campo era aún demasiado grande para que los cristianos destruyeran abiertamente los templos que se encontraban allí. Como resultado, los cristianos tenían que contentarse con destruir los templos paganos que estaban ubicados en áreas mayormente municipales donde podían superar fácilmente a los habitantes paganos. El gran número de paganos en el este también parece haber forzado a Arcadio a permitir que los antiguos festivales y juegos públicos continuaran.
Mientras tanto, en el año 399 se promulgaron en Occidente, bajo la influencia de Estilicón, tres leyes relativamente favorables a los paganos. Debido a los disturbios causados por los cristianos en sus intentos de destruir los templos, la primera de estas leyes protegía los templos paganos de la destrucción de los cristianos que pretendían que habían sido autorizados por el gobierno para destruirlos. La segunda de estas leyes reconocía el derecho del pueblo a continuar participando en los banquetes tradicionales, espectáculos, reuniones y diversiones asociadas con la antigua religión pagana; sin embargo, prohibía la realización pública de cualquier rito o sacrificio pagano.<La tercera ley prohibía la destrucción de los templos paganos que habían sido despejados de cosas prohibidas y ordenaba que se mantuvieran en buen estado. Después de la muerte de Estilicón, Honorio y su partido en el estado obtuvieron el control y se promulgaron de nuevo leyes duras contra el paganismo.  En el año 408, Honorio promulgó una nueva ley que ordenaba que todas las estatuas y altares de los templos fueran retirados y que los edificios del templo y sus ingresos fueran apropiados por el gobierno. Esta ley también prohibía la celebración de cualquier banquete o celebración pagana en la vecindad de los templos. La ejecución de esta ley fue puesta en manos de los obispos. Otras dos leyes decretaron que los edificios pertenecientes a los paganos y herejes conocidos debían ser apropiados por las iglesias.
Arcadio murió en el 408 y su hijo de ocho años, Teodosio, fue proclamado emperador en el Este. En el mismo año, Honorio promulgó una ley que prohibía a cualquiera que no fuera católico realizar el servicio imperial dentro del palacio. Zosimus informa que Honorio fue obligado a derogar esta ley después de que uno de sus mejores oficiales, que resultó ser un pagano, renunció en protesta. A principios del 409, Honorio promulgó una ley que castigaba a los jueces y oficiales que no hacían cumplir las leyes contra los paganos. Esta ley incluso castigaba a los hombres de rango que simplemente guardaban silencio sobre cualquier rito pagano realizado en su propia ciudad o distrito. Las esperanzas de los paganos se reavivaron con la elevación de Prisco Atalo, en Roma, en el 409. un cristiano arriano, pronto se cansó de su títere, sin embargo, y Atalo fue depuesto en el verano de 410 cuando Honorio prometió negociar un tratado de paz. Cuando estas negociaciones fallaron, Alarico tomó y saqueó la ciudad de Roma. Esta catástrofe conmocionó a todo el mundo romano. Ambos, Cristianos y paganos rápidamente comenzaron a culparse mutuamente por algo que hasta entonces se había considerado imposible. En esta atmósfera calurosa, Honorio una vez más reiteró su legislación anti-pagana.
Existen numerosos fragmentos de varias obras históricas paganas, como las obras de Eunapio y Olimpiodoro, que indican que los paganos estaban ahora abiertamente expresando su resentimiento por escrito. Incluso después del saqueo de Roma, en el 410, los paganos creían que la reciente decadencia de Roma había sido causada por el abandono de las tradiciones ancestrales.
En el 415, Honorio promulgó otra ley que se apropió de los templos paganos en todo el Imperio romano para el gobierno y ordenó que todos los objetos que habían sido consagrados para los sacrificios paganos debían ser retirados de los lugares públicos.
En 416, Honorio y Teodosio II ordenaron que los paganos ya no serían admitidos al servicio imperial ni se les permitiría recibir el rango de administrador o juez. En el 423, Teodosio II reiteró las leyes anteriores contra los paganos y declaró que todos los paganos que fueran sorprendidos realizando los ritos antiguos tendrían ahora todos sus bienes confiscados y serían exiliados. En agosto del 423, Honorio murió y el poder fue tomado en el oeste por Juan, que había ocupado el cargo de Primicerius Notariorum. Juan parece haber marcado el comienzo de un período de tolerancia religiosa. Juan parece haber intentado frenar el poder de los eclesiásticos y los privilegios de la iglesia en un intento de tratar a todas las personas por igual. En el 423, Teodosio II publicó una ley que exigía que los cristianos (ya sea que realmente lo fueran o pretendieran serlo) no molestaran a los paganos que vivieran pacíficamente y no hicieran nada contrario a la ley. En el 425, Teodosio II envió una expedición al oeste para deponer a Juan y establecer a Valentín III como emperador del oeste. Después de que Juan fue capturado y ejecutado, Valentiniano III fue proclamado emperador en la ciudad de Roma. Mientras que en el oeste, Teodosio II promulgó dos leyes antipaganas en 425. La primera de ellas estipulaba que toda superstición pagana debía ser erradicada. La segunda ley prohibía a los paganos presentar un caso en la corte y también los descalificaba para servir como soldados. Teodosio entonces dejó a Valentiniano para gobernar el oeste y regresó a Constantinopla.
Las numerosas leyes contra la apostasía que se habían promulgado continuamente desde los tiempos de Graciano y Teodosio son evidencia de que los emperadores tenían dificultades incluso para evitar que los cristianos se descarriaran. En el año 426, Teodosio aprobó otra ley contra los cristianos que se convirtieron al paganismo y contra aquellos que pretendían ser cristianos pero que en realidad continuaron realizando sacrificios paganos.Toda esta legislación resultó tan ineficaz que Teodosio II tuvo que reiterar su prohibición de los ritos y sacrificios paganos en el año 435, esta vez aumentando la pena de muerte. Teodosio II se casó con Eudocia, la hija de un pagano  sofista llamado Leoncio, que a su vez patrocinaba a varios paganos, incluyendo a Ciro de Panópolis y al poeta Nonnus.</ref> Esta ley también ordenó que todos los santuarios, templos y santuarios paganos que aún existían fueran destruidos por los magistrados. Los magistrados que no cumplieran con esta orden fueron ordenados a ser castigados con la muerte. Incluso la amenaza de muerte, sin embargo, falló en erradicar el paganismo ya que encontramos a Teodosio legislando de nuevo, en el 438, contra el paganismo y prohibiendo el sacrificio pagano una vez más. Teodosio amenaza a aquellos que no cumplen con la muerte y la confiscación de sus bienes. En esta ley, como el Emperador admite explícitamente que los sacrificios paganos aún se celebraban abiertamente:

De ahí que nuestra clemencia perciba la necesidad de vigilar a los paganos y sus enorgullecimientos paganos, ya que por su depravación natural y su obstinada anarquía, abandonan el camino de la verdadera religión. Desprecian de cualquier modo realizar los nefastos ritos de sacrificio y los falsos errores de su funesta superstición por unos medios u otros en las soledades ocultas, a menos que sus crímenes se hagan públicos por la profesión de sus delitos para insultar la majestad divina y mostrar el desprecio a nuestra época. Ni los mil terrores de las leyes ya promulgadas ni la pena de exilio pronunciada sobre ellos disuaden a estos hombres, por lo que, si no pueden reformarse, al menos podrían aprender a abstenerse de la masa de sus crímenes y la multitud de sus sacrificios. Pero su insana audacia transgrede continuamente; nuestra paciencia se agota por su mal comportamiento, de modo que si quisiéramos olvidarlos, no podríamos ignorarlos.

## Declive final
La continua vitalidad del paganismo llevó a Marciano, que se convirtió en emperador de oriente en 450 a la muerte de Teodosio II, a repetir las prohibiciones anteriores contra los ritos paganos. Marciano decretó, en el año 451, que aquellos que continuaran realizando los ritos paganos sufrirían la confiscación de sus propiedades y serían condenados a muerte. Marciano también prohibió cualquier intento de reabrir los templos y ordenó que permanecieran cerrados. Además, para fomentar la aplicación estricta de la ley, se impuso una multa de cincuenta libras de oro a cualquier juez o gobernador, así como a los funcionarios bajo su mando, que no cumplieran con esta ley. Sin embargo, ni siquiera esto tuvo el efecto deseado, ya que encontramos a León I, que sucedió a Marciano en 457, publicando una nueva ley en 472 que imponía severas penas al propietario de cualquier propiedad que supiera que en su propiedad se realizaban ritos paganos. Si el dueño de la propiedad era de alto rango, era castigado con la pérdida de su rango u oficina y con la confiscación de su propiedad. Si el dueño de la propiedad era de menor rango sería torturado físicamente y luego condenado a trabajar en las minas por el resto de su vida.
Dos leyes más contra el paganismo, que pueden ser de este período, se conservan en el Corpus iuris civilis. Después de la deposición de Avito, que gobernó como emperador de Occidente de 455 a 456, parece que hubo una conspiración entre los nobles romanos para colocar al general pagano Marcellinus en el trono para restaurar el paganismo; pero no llegó a nada.
En el año 457, León I se convirtió en el primer emperador en ser coronado por el Patriarca Ecuménico de Constantinopla. Antemio (467-472), uno de los últimos emperadores romanos occidentales parece haber planeado un renacimiento pagano en Roma. Era descendiente de Procopio, el pariente de Juliano. Antemio le dio a Messius Phoebus Severus, un filósofo pagano que era muy amigo suyo, los importantes oficios de Praefectus urbi de Roma, Cónsul romano y  Patricio. Antemio colocó la imagen de Hércules, en el acto de vencer al León de Nemea, en sus monedas. El asesinato de Antemio por Ricimero destruyó las esperanzas de aquellos paganos que creían que los ritos tradicionales serían restaurados. Poco después, en 476, el emperador occidental fue depuesto por Odoacro, quien se convirtió en el primer rey bárbaro de Italia. A pesar de este desastre, los paganos hicieron un último intento de revivir los ritos paganos. En el 484, el Magister militum per Orientem, Illus, se rebeló contra Zeno y elevó al trono a su propio candidato, Leoncio. Leoncio esperaba reabrir los templos y restaurar las antiguas ceremonias y por eso muchos paganos se unieron a su revuelta contra Zeno. Illus y Leontius se vieron obligados, sin embargo, a huir a una remota fortaleza, donde Zeno los sitió durante cuatro años. Zeno finalmente los capturó en el 488 y rápidamente los hizo ejecutar.
Como resultado de la revuelta, Zeno instituyó una dura persecución de los intelectuales paganos. Con el fracaso de la revuelta de Leoncio, algunos paganos se desilusionaron y muchos se convirtieron en cristianos, o simplemente lo fingieron, para evitar la persecución. La cristianización del Imperio Romano se completó cuando el emperador Anastasio I Dicorus, que subió al trono en 491, fue obligado a firmar una declaración escrita de ortodoxia antes de su coronación.

## Cronología
- 313 Por el Edicto de Milán, Constantino y Licinio establecen la tolerancia del cristianismo.
- 329-335 Constantino ordena la destrucción de los templos helénicos en Dídima, Monte Athos, Aigeai, Baalbek, etc. Según el retórico pagano Libanius,[90] Constantino I "no trajo ningún cambio al culto tradicional [pagano]... uno podía notar que [durante el reinado de Constantino] todos los rituales se realizaban adecuadamente" y "él [Constantino] no prohibió los sacrificios [paganos]". De acuerdo a Zosimus (libro 2 de su "Historia"), Constantino erigió dos templos paganos en su capital, Constantinopla.
- 361–363 El emperador Flavio Claudio Juliano, el último emperador pagano, proclama la restauración del culto helénico.
- 389-391 Teodosio I el Grande. El cristianismo se convierte en la religión oficial del estado del Imperio Romano.
- 440-450 Todos los monumentos, altares y templos helénicos de Atenas, Olimpia, Grecia y otras ciudades griegas son destruidos. Como dice el historiador alemán Gregorovio, en su «Historia de Atenas», los monumentos paganos de Atenas y Grecia fueron los mejor conservados entre otros monumentos del último Imperio Romano.
- 410-529 A pesar de que la Academia Platónica fue destruida en el siglo I a. C. por Sulla, no fue hasta principios del siglo V (c. 410) que una academia revivida (que no tenía ninguna conexión con la Academia original) fue establecida por algunos líderes del neoplatonismo.[91] En 529 el emperador ...terminó la financiación de la revivida Academia Neoplatónica por el activo paganismo de sus profesores. Otras escuelas continuaron en Constantinopla, Antioquía y Alejandría que fueron los centros del imperio de Justiniano.[92][93] Historiadores modernos como Blumental[94] y A. Cameron[95] afirman que la Academia Neoplatónica continuó existiendo durante casi 50-60 años después de 529.
- 651 conquistada por los árabes. Los descendientes de la tradición helenística en virtud de su hermetismo son juzgados como un pueblo de un libro, el Cuerpo Hermético, y como tal se les permite sobrevivir. "La agricultura nabatea" fue dicho por Maimónides como un registro exacto de las creencias de los sabios en el área de Harranian.
- 804 de Grecia, resistir el intento de Tarasio, Patriarca Ecuménico de Constantinopla, de convertirlos al cristianismo. .[96]